# Listă de aeroporturi după codul IATA: U
Mai jos este lista de aeroporturi al căror cod IATA începe cu litera U.
Această listă este generată cu date din Wikidata și este actualizată periodic de un robot.
 Editările făcute în listă vor fi șterse la următoarea actualizare!
| Imagine | Cod IATA | Articol                                                |
| ------- | -------- | ------------------------------------------------------ |
|         | UNA      | Aeroportul Una-Comandatuba                             |
|         | USA      | Aeroportul Regional Concord                            |
|         | USS      | Aeroportul Sancti Spíritus                             |
|         | UGS      | Aeroportul Ugashik                                     |
|         | UUD      | Aeroportul Ulan-Ude                                    |
|         | UMS      | Aeroportul Ust-Maya                                    |
|         | USK      | Aeroportul Usinsk                                      |
|         | UTK      | Aeroportul Utirik                                      |
|         | UBA      | Aeroportul Uberaba                                     |
|         | UNE      | Aeroportul Qacha's Nek                                 |
|         | UTG      | Aeroportul Quthing                                     |
|         | UTN      | Aeroportul Upington                                    |
|         | UDD      | Aeroportul Bermuda Dunes                               |
|         | UHE      | Aeroportul Kunovice                                    |
|         | UIT      | Aeroportul Jaluit                                      |
|         | UKB      | Aeroportul Kobe                                        |
|         | UKG      | Aeroportul Ust-Kuyga                                   |
|         | UKS      | Aeroportul Internațional Sevastopol                    |
|         | ULQ      | Aeroportul Heriberto Gíl Martínez                      |
|         | UMT      | Aeroportul Umiat                                       |
|         | UMU      | Aeroportul Umuarama                                    |
|         | USH      | Aeroportul Internațional Ushuaia – Malvinas Argentinas |
|         | USU      | Aeroportul Francisco B. Reyes                          |
|         | UDJ      | Aeroportul Internațional Uzhhorod                      |
|         | UIH      | Aeroportul Phu Cat                                     |
|         | UGA      | Aeroportul Bulgan                                      |
|         | UUU      | Aeroportul Manumu                                      |
|         | UKA      | Aeroportul Ukunda                                      |
|         | ULK      | Aeroportul Lensk                                       |
|         | UGN      | Aeroportul Regional Waukegan                           |
|         | UIP      | Aeroportul Quimper – Cornouaille                       |
|         | UKR      | Aeroportul Mukeiras                                    |
|         | UII      | Aeroportul Utila                                       |
|         | UMI      | Aeroportul Quincemil                                   |
|         | UBU      | Aeroportul Kalumburu                                   |
|         | UCK      | Aeroportul Lutsk                                       |
|         | UKI      | Aeroportul Municipal Ukiah                             |
|         | UNN      | Aeroportul Ranong                                      |
|         | UNI      | Aeroportul Union Island                                |
|         | UBN      | Aeroportul Internațional New Ulaanbaatar               |
|         | ULB      | Aeroportul Ulei                                        |
|         | UBB      | Aeroportul Mabuiag Island                              |
|         | UDL      | Aeroportul Buol                                        |
|         | UFA      | Ufa                                                    |
|         | UFA      | Aeroportul Internațional Ufa                           |
|         | UIK      | Aeroportul Ust-Ilimsk                                  |
|         | UKT      | Aeroportul Quakertown                                  |
|         | UKU      | Aeroportul Nuku                                        |
|         | URB      | Aeroportul Urubupunga                                  |
|         | USR      | Aeroportul Ust-Nera                                    |
|         | UTM      | Aeroportul Municipal Tunica                            |
|         | UYN      | Aeroportul Yulin Yuyang                                |
|         | UMY      | Aeroportul Sumy                                        |
|         | UMP      | Aeroportul Indianapolis Metropolitan                   |
|         | ULP      | Aeroportul Quilpie                                     |
|         | UNO      | Aeroportul Regional West Plains                        |
|         | UGO      | Aeroportul Uíge                                        |
|         | UAP      | Aeroportul Ua Pou                                      |
|         | URA      | Aeroportul Oral Ak Zhol                                |
|         | UKK      | Aeroportul Oskemen                                     |
|         | UBT      | Aeroportul Ubatuba                                     |
|         | UNG      | Aeroportul Kiunga                                      |
|         | URC      | Aeroportul Internațional Ürümqi Diwopu                 |
|         | UNU      | Aeroportul Dodge County                                |
|         | UME      | Aeroportul Umeå                                        |
|         | UUK      | Aeroportul Ugnu-Kuparuk                                |
|         | UTO      | Aeroportul Indian Mountain LRRS                        |
|         | UDG      | Aeroportul Darlington County                           |
|         | UAL      | Aeroportul Luau Villa Teixeira de Sousa                |
|         | UPG      | Aeroportul Internațional Sultan Hasanuddin             |
|         | URO      | Aeroportul Rouen                                       |
|         | USN      | Aeroportul Ulsan                                       |
|         | UPP      | Aeroportul Upolu                                       |
|         | UDR      | Aeroportul Udaipur                                     |
|         | UBS      | Aeroportul Columbus-Lowndes County                     |
|         | UAR      | Aeroportul Bouarfa                                     |
|         | UDN      | Aeroportul Udine-Campoformido                          |
|         | UAS      | Aeroportul Samburu                                     |
|         | UGB      | Aeroportul Ugashik Bay                                 |
|         | UIR      | Aeroportul Quirindi                                    |
|         | ULE      | Aeroportul Sule                                        |
|         | URR      | Aeroportul Urrao                                       |
|         | USI      | Aeroportul Mabaruma                                    |
|         | UTB      | Aeroportul Muttaburra                                  |
|         | UVF      | Aeroportul Internațional Hewanorra                     |
|         | UWA      | Aeroportul Ware                                        |
|         | UCN      | Aeroportul Buchanan                                    |
|         | UTR      | Aeroportul Uttaradit                                   |
|         | URM      | Aeroportul Uriman                                      |
|         | UKL      | Aeroportul Coffey County                               |
|         | UUA      | Aeroportul Bugulma                                     |
|         | URS      | Aeroportul Kursk Vostochny                             |
|         | UEL      | Aeroportul Quelimane                                   |
|         | UIB      | Aeroportul El Caraño                                   |
|         | UBJ      | Aeroportul Yamaguchi Ube                               |
|         | UCT      | Aeroportul Ukhta                                       |
|         | UVL      | Aeroportul El Kharga                                   |
|         | ULI      | Aeroportul Ulithi                                      |
|         | UTS      | Aeroportul Ust-Tsylma                                  |
|         | UTA      | Aeroportul Mutare                                      |
|         | UYL      | Aeroportul Nyala                                       |
|         | UBP      | Aeroportul Ubon Ratchathani                            |
|         | USQ      | Aeroportul Uşak                                        |
|         | UMC      | Aeroportul Umba                                        |
|         | UTH      | Aeroportul Internațional Udon Thani                    |
|         | UCP      | Aeroportul Municipal New Castle                        |
|         | UST      | Aeroportul Regional Northeast Florida                  |
|         | UTP      | Aeroportul Internațional U-Tapao                       |
|         | USM      | Aeroportul Samui                                       |
|         | UCA      | Aeroportul Oneida County                               |
|         | UTU      | Aeroportul Ustupo                                      |
|         | UVE      | Aeroportul Ouvéa                                       |
|         | ULA      | Aeroportul Capitán José Daniel Vazquez                 |
|         | UCZ      | Aeroportul Uchiza                                      |
|         | ULG      | Aeroportul Ölgii                                       |
|         | ULY      | Aeroportul Ulyanovsk Vostochny                         |
|         | UNK      | Aeroportul Unalakleet                                  |
|         | UZC      | Aeroportul Ponikve                                     |
|         | URE      | Aeroportul Kuressaare                                  |
|         | UAK      | Aeroportul Narsarsuaq                                  |
|         | ULM      | Aeroportul Municipal New Ulm                           |
|         | UIO      | Aeroportul Internațional Mariscal Sucre                |
|         | UIO      | Aeroportul Internațional Old Mariscal Sucre            |
|         | UZR      | Aeroportul Urzhar                                      |
|         | ULD      | Aeroportul Prince M. Buthelezi                         |
|         | UNT      | Aeroportul Unst                                        |
|         | UAX      | Aeroportul Uaxactun                                    |
|         | UAI      | Aeroportul Suai                                        |
|         | UND      | Aeroportul Kunduz                                      |
|         | URY      | Aeroportul Gurayat Domestic                            |
|         | UIN      | Aeroportul Regional Quincy                             |
|         | UJN      | Aeroportul Uljin                                       |
|         | UIL      | Aeroportul Quillayute                                  |
|         | ULH      | Aeroportul Prince Abdul Majeed bin Abdul Aziz Domestic |
|         | UJE      | Aeroportul Ujae                                        |
|         | UKX      | Aeroportul Ust-Kut                                     |
|         | UMZ      | Aeroportul Municipal Mena Intermountain                |
|         | UUS      | Aeroportul Yuzhno-Sakhalinsk                           |
|         | UZU      | Aeroportul Curuzú Cuatiá                               |
|         | UCY      | Aeroportul Regional Everett-Stewart                    |
|         | UAC      | Aeroportul San Luis Río Colorado                       |
|         | UBI      | Aeroportul Buin                                        |
|         | UCB      | Aeroportul Ulanqab                                     |
|         | ULO      | Aeroportul Ulaangom                                    |
|         | UGC      | Aeroportul Internațional Urgench                       |
|         | UAQ      | Aeroportul Domingo Faustino Sarmiento                  |
|         | UET      | Aeroportul Internațional Quetta                        |
|         | URT      | Aeroportul Surat Thani                                 |
|         | UUN      | Aeroportul Baruun-Urt                                  |
|         | UPB      | Aeroportul Playa Baracoa                               |
|         | UAO      | Aeroportul Aurora State                                |
|         | UDI      | Aeroportul Uberlândia                                  |
|         | UES      | Aeroportul Waukesha County                             |
|         | ULZ      | Aeroportul Donoi                                       |
|         | UAH      | Aeroportul Ua Huka                                     |
|         | UOX      | Aeroportul University-Oxford                           |
|         | ULU      | Aeroportul Gulu                                        |
|         | UTT      | Aeroportul Mthatha                                     |
|         | URJ      | Aeroportul Uray                                        |
|         | UEO      | Aeroportul Kumejima                                    |
|         | URG      | Aeroportul Ruben Berta                                 |
|         | ULV      | Aeroportul Ulyanovsk Baratayevka                       |
|         | UPN      | Aeroportul Lic. y Gen. Ignacio López Rayón             |
|         | UYU      | Aeroportul Joya Andina                                 |
|         | ULN      | Aeroportul Internațional Chinggis Khaan                |